# Apollo 13
A Apollo 13 foi um voo espacial tripulado norte-americano que tinha a intenção de realizar o terceiro pouso tripulado na Lua. Foi lançada do Centro Espacial John F. Kennedy em 11 de abril de 1970 por um foguete Saturno V, tendo sido a sétima missão tripulada do Programa Apollo da NASA. A alunissagem foi abortada depois de um dos tanques de oxigênio do módulo de comando e serviço Odyssey ter explodido, após dois dias de viagem. Os astronautas Jim Lovell, John Swigert e Fred Haise conseguiram dar a volta à Lua e retornar em segurança para a Terra em 17 de abril, amerrissando no Oceano Pacífico. Swigert fora promovido à tripulação principal dois dias antes do lançamento, substituindo Ken Mattingly depois deste ter sido exposto à rubéola.
O tanque de oxigênio explodiu durante um procedimento padrão de agitação e seu conteúdo foi vazado para o espaço, causado por uma ignição resultante de um curto-circuito ocasionado pelo isolamento danificado de um fio interno. O oxigênio era necessário para a respiração dos astronautas e também para gerar energia elétrica, assim os sistemas de propulsão e suporte de vida do módulo de comando e serviço não poderiam mais operar. O Odyssey precisou ser desligado a fim de economizar recursos para reentrada, forçando Lovell, Swigert e Haise a utilizar o módulo lunar Aquarius como bote salva-vidas. 
O módulo lunar tinha originalmente sido projetado para sustentar duas pessoas durante dois dias na superfície da Lua, e, assim, o Controle de Missão precisou improvisar procedimentos para que a nave acomodasse três astronautas por quatro dias. Lovell, Swigert e Haise passaram por grandes dificuldades causadas pela energia limitada, interior frio e úmido da cabine e escassez de água potável. Houve a necessidade de adaptar os cartuchos do Odyssey para que o sistema de remoção de dióxido de carbono funcionasse no Aquarius, e os controladores de voo e os astronautas improvisaram uma solução. O acidente  renovou brevemente o interesse público no Programa Apollo, com milhões de pessoas assistindo ao retorno dos astronautas.
Uma comissão de investigação descobriu uma falha nos testes pré-voo do tanque do oxigênio e no uso de teflon dentro do tanque. A comissão recomendou mudanças, incluindo a minimização do uso de itens potencialmente inflamáveis dentro do tanque; essas mudanças foram implementadas na Apollo 14 e nas missões seguintes. A Apollo 13 foi chamada de um "fracasso bem-sucedido", com enorme crédito sendo concedido aos controladores de voo e gerência da NASA pelo retorno em segurança dos astronautas. A história da missão foi dramatizada em várias obras, mais notavelmente no filme Apollo 13 de 1995.

## Antecedentes
Em 1961, o presidente John F. Kennedy desafiou os Estados Unidos a pousar um astronauta na Lua até o final da década e retorná-lo em segurança para a Terra. A Administração Nacional da Aeronáutica e Espaço (NASA) trabalhou para alcançar esse objetivo incrementalmente, enviando astronautas para o espaço primeiro no Projeto Mercury e depois no Projeto Gemini, que antecederam o Programa Apollo. A alunissagem foi alcançada pela Apollo 11 em 20 de julho de 1969. Os astronautas Neil Armstrong e Buzz Aldrin caminharam na superfície lunar enquanto Michael Collins orbitou a Lua. A missão voltou em segurança para a Terra no dia 24, realizando, assim, o desafio de Kennedy.
A NASA havia encomendado quinze foguetes Saturno V para alcançar esse objetivo, pois na época ninguém sabia o número de missões que seriam necessárias. Já que o sucesso fora obtido com o sexto Saturno V, na Apollo 11, nove foguetes permaneceram disponíveis para um total de dez alunissagens. O público em geral tornou-se cada vez mais indiferente para com o programa espacial, depois da animação da Apollo 11, e o Congresso dos Estados Unidos continuou a cortar o orçamento da NASA, o que levou ao cancelamento da Apollo 20. As missões, apesar do sucesso das alunissagens, eram consideradas tão arriscadas que os astronautas não podiam arcar com seguros de vida, para prover suas famílias caso morressem no espaço. Esse seguro era pago por terceiros particulares cujos envolvimentos não eram divulgados.
Planos para uma instalação centralizada de comunicação e monitoramento de espaçonaves já estavam em andamento antes mesmo do primeiro astronauta norte-americano ir ao espaço, em 1961. Essa instalação foi, em sua maior parte, concebida por Christopher C. Kraft, que tornou-se o primeiro diretor de voo da NASA. Kraft teve suas decisões revertidas pela gerência da NASA em fevereiro de 1962, durante o voo de John Glenn na Mercury-Atlas 6. Ele foi redimido por análises pós-missão, e implementou a regra que, durante missões, a palavra do diretor de voo era absoluta; a NASA teria que demiti-lo imediatamente, para poder reverter suas decisões. O trabalho dos diretores de voo do Programa Apollo era descrito em uma única frase: "O diretor de voo deve tomar quaisquer ações necessárias para a segurança da tripulação e o sucesso da missão".
O Centro de Controle da Missão no Centro de Espaçonaves Tripuladas, em Houston, Texas, parcialmente projetado por Kraft e hoje nomeado em sua homenagem, foi inaugurado em 1965. No Controle da Missão, cada controlador de voo era responsável por monitorar diferentes aspectos da telemetria da espaçonave, e estava conectado, por um circuito de comunicação por voz, com especialistas na Sala da Equipe de Suporte (apelidada de "sala de trás"), que focavam-se em sistemas específicos da nave.
A Apollo 13 deveria ser a segunda "missão H", que tinha o objetivo de demonstrar a precisão das alunissagens e explorar locais de interesse científico na Lua. Com o objetivo de Kennedy alcançado com a Apollo 11, e a Apollo 12 provando que era possível realizar uma alunissagem precisa, os planejadores de missão foram capazes de focar em mais do que apenas alunissar em segurança e ter os astronautas com o mínimo de treinamento geológico a fim de trazerem amostras de volta para a Terra. A Apollo 13 teve grande atenção para com a ciência e, especialmente, a geologia, algo enfatizado pelo lema da missão: Ex luna, scientia (em português: "Da Lua, conhecimento").

## Equipe

### Principal
| Posição                     | Astronauta          |
| --------------------------- | ------------------- |
| Comandante                  | James A. Lovell Jr. |
| Piloto do Módulo de Comando | John L. Swigert Jr. |
| Piloto do Módulo Lunar      | Fred W. Haise Jr.   |

Lovell nasceu em Cleveland, Ohio, e se formou em 1952 na Academia Naval dos Estados Unidos. Ele serviu como aviador naval e depois piloto de teste, até ser selecionado, em 1962, pelo Grupo 2 de Astronautas da NASA. Seu primeiro voo espacial foi em 1965, na Gemini VII, junto com Frank Borman; depois, retornou ao espaço no ano seguinte, na Gemini XII, ao lado de Aldrin; e realizou seu terceiro voo espacial em 1968, com Borman e William Anders, na Apollo 8, a primeira missão tripulada a orbita a Lua. Swigert nasceu em Denver, Colorado, e conseguiu em um bacharelato de engenharia mecânica e um mestrado em ciência aeronáutica na Universidade do Colorado em Boulder. Depois, serviu na Força Aérea dos Estados Unidos e foi piloto de testes, até ser escolhido, em 1966, para o Grupo 5 de Astronautas. Haise nasceu em Biloxi, Mississippi, e atuou como piloto do Corpo de Fuzileiros Navais dos Estados Unidos. Após deixar o serviço militar, conseguiu um bacharelato em engenharia aeroespacial na Universidade de Oklahoma, em 1959. Trabalhou como piloto de pesquisa da NASA até também ser selecionado para o Grupo 5. A Apollo 13 foi o único voo espacial de Swigert e Haise.
A tripulação principal da Apollo 13, seguindo o esquema normal de rotação das tripulações do Programa Apollo, deveria ter sido a tripulação reserva da Apollo 10, que era formada por Gordon Cooper, Donn Eisele e Edgar Mitchell como Comandante, Piloto do Módulo de Comando e Piloto do Módulo Lunar, respectivamente. Entretanto, Donald Slayton, o Diretor de Operações de Tripulações de Voo, nunca teve a intenção de colocar Cooper e Eisele em uma tripulação principal, o primeiro por sua atitude relaxada em relação aos treinos e o segundo por incidentes na Apollo 7 e por um caso extraconjugal. Eles foram designados como reservas da Apollo 10 porque não haviam outros astronautas veteranos disponíveis. As escolhas originais de Slayton, para a Apollo 13, eram Alan Shepard, Stuart Roosa e Mitchell, mas o alto escalão da NASA achou que Shepard necessitava de mais tempo de treinamento, pois apenas recentemente ele tinha reconquistado sua condição de astronauta, depois de ser operado de um distúrbio no ouvido. Assim, a tripulação reserva da Apollo 11, que originalmente era formada por Lovell, Ken Mattingly e Haise e deveria voar na Apollo 14, foi trocada pela de Shepard.

### Reserva
| Posição                     | Astronauta          |
| --------------------------- | ------------------- |
| Comandante                  | John W. Young       |
| Piloto do Módulo de Comando | —                   |
| Piloto do Módulo Lunar      | Charles M. Duke Jr. |

Swigert era originalmente o Piloto do Módulo de Comando reserva, ao lado de John Young como Comandante e Charles Duke como Piloto do Módulo Lunar. Duke contraiu rubéola de um amigo de seu filho sete dias antes do lançamento. Isto expôs as tripulações principal e reserva à doença, já que ambas treinavam juntas. Dos seis, apenas Mattingly não era imune. Normalmente, todos os tripulantes teriam de ser substituídos por seus reservas, caso qualquer membro da tripulação fosse proibido de voar, mas a doença de Duke impediu isso. Assim, Mattingly foi substituído por Swigert. Mattingly nunca desenvolveu rubéola e voou na Apollo 16 junto com Young e Duke.

### Suporte
Uma terceira tripulação de astronautas foi adicionada para o Programa Apollo, conhecida como tripulação de suporte. Slayton a criou porque James McDivitt, que comandou a Apollo 9, acreditava que reuniões que necessitariam da presença de um membro da tripulação de voo seriam perdidas, devido às preparações que ocorreriam em instalações por todo os Estados Unidos. Os membros da tripulação de suporte, assim, deveriam ajudar de acordo com as ordens do comandante da missão.
Eles geralmente tinham um nível hierárquico mais baixo, e suas funções consistiam em manter o plano de voo, listas de checagens e regras da missão, e também em garantir que as tripulações principal e reserva fossem notificadas das mudanças. Também desenvolviam procedimentos, especialmente para situações de emergência, que deveriam estar prontos quando as tripulações principal e reserva fossem treinar em simuladores, permitindo-lhes obter prática e domínio. A tripulação de suporte da Apollo 13 era formada por Vance Brand e Jack Lousma, e William Pogue ou Joseph Kerwin, dependendo da fonte utilizada.

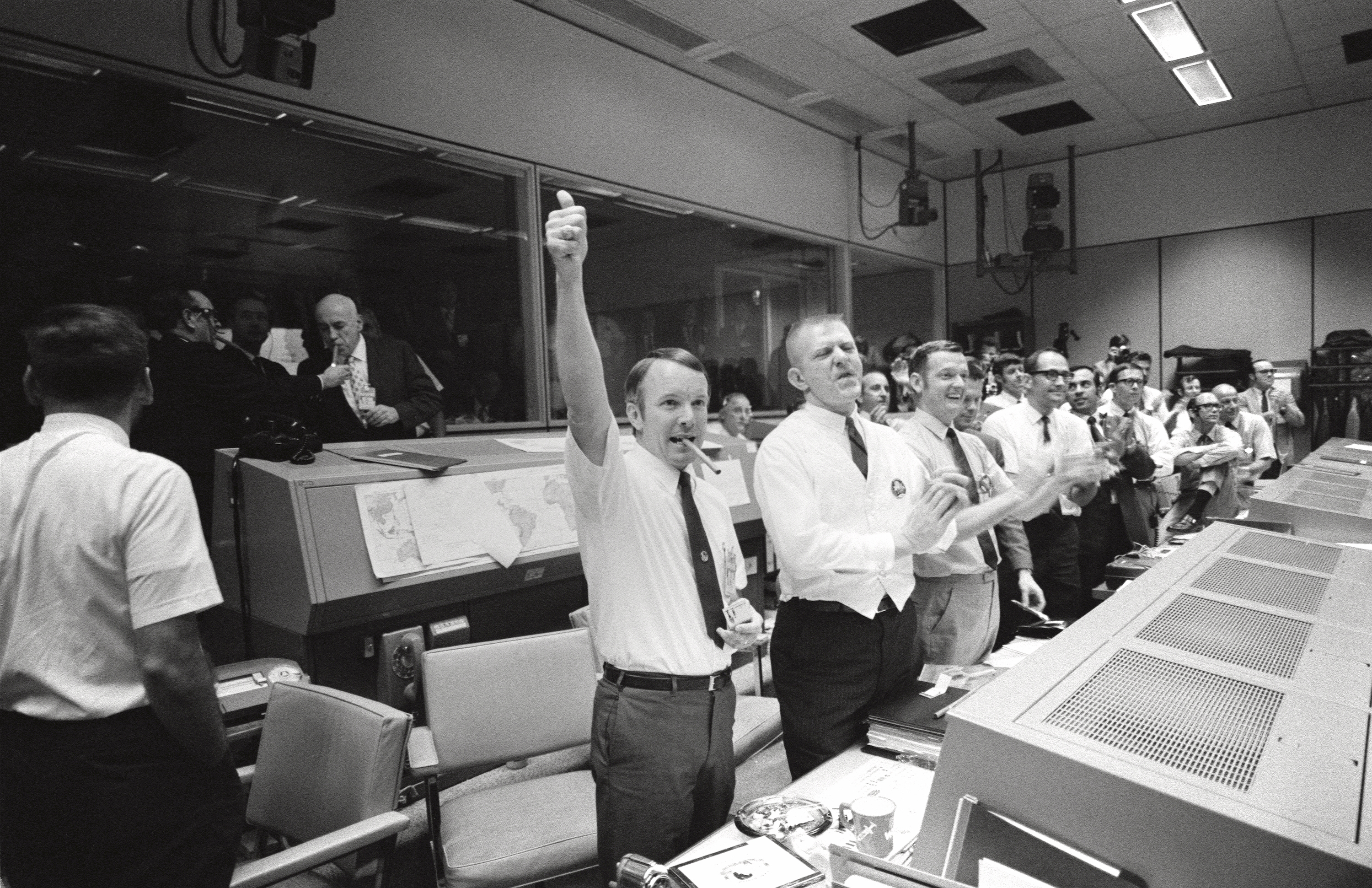
Griffin, Kranz e Lunney celebram o retorno da Apollo 13 no Controle da Missão

### Controle da Missão
O comunicador com a cápsula (CAPCOM) era um astronauta do Controle da Missão no Centro de Espaçonaves Tripuladas, de Houston, Texas, que era a única pessoa autorizada a se comunicar diretamente com a tripulação da nave espacial. Os CAPCOMs da Apollo 13 eram todos membros das tripulações de reserva e de suporte: Kerwin, Brand, Lousma, Young e Mattingly.
Também havia quatro diretores de voo, divididos em quatro equipes diferentes, cada uma trabalhando em turnos de, normalmente, aproximadamente oito horas cada. Para a Apollo 13 os diretores de voo foram Gene Kranz, da equipe branca, o diretor de voo principal; Glynn Lunney, da equipe preta; Milton Windler, da equipe castanha; e Gerald Griffin, da equipe ouro.

## Emblema e chamada

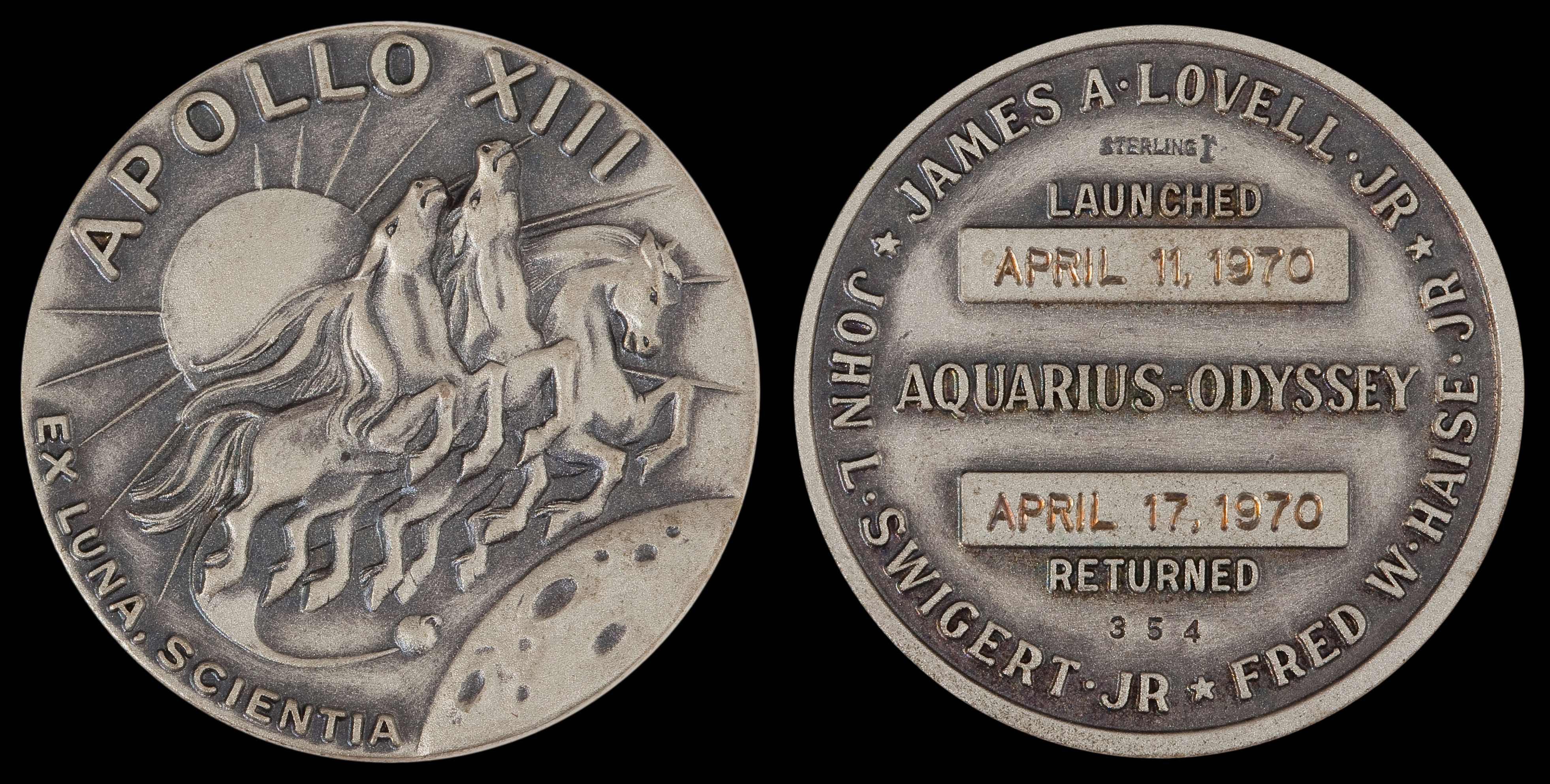
Um medalhão de prata comemorativo que voou a bordo da Apollo 13

O emblema da missão da Apollo 13 mostra Apolo, o deus grego do Sol, com três cavalos puxando sua carruagem sobre a Lua, com a Terra podendo ser vista à distância. Isto tinha a intenção de simbolizar os voos do Programa Apollo levando a luz do conhecimento para todas as pessoas. O emblema inclui uma inscrição do lema da missão, Ex luna, scientia ("Da Lua, ciência"). Lovell criou esse lema ao adaptar o lema de sua alma mater, a Academia Naval, que é Ex scientia, trident ("Do conhecimento, poder marítimo").
O número da missão foi grafado no emblema em algarismos romanos, como "Apollo XIII". Ele não precisou ser alterado após a substituição de Mattingly por Swigert, já que era um de apenas dois emblemas do Programa Apollo – o outro sendo da Apollo 11 – que não incluíam o nome dos tripulantes. Foi desenhado por Lumen Martin Winter, que se baseou em um mural que tinha pintado para o hotel The St. Regis, em Nova Iorque. O mural foi depois comprado pelo ator Tom Hanks, que interpretou Lovell no filme Apollo 13, e hoje se encontra no Centro Federal de Saúde Capitão James A. Lovell, em North Chicago, Illinois.
Lovell tinha em mente o lema da missão quando escolheu o nome de chamada Aquarius para o módulo lunar, tirado da constelação Aquarius, o portador da água. Parte da imprensa relatou incorretamente que o nome tinha sido tirado de uma canção homônima presente no musical Hair. Odyssey, o nome do módulo de comando e serviço, foi escolhido não apenas por sua associação homérica, mas também como referência ao filme 2001: A Space Odyssey, lançado alguns anos antes. Lovell posteriormente indicou que escolheu Odyssey porque gostava da palavra e sua definição: uma viagem longa com muitas mudanças de fortuna.

## Preparações

### Espaçonave

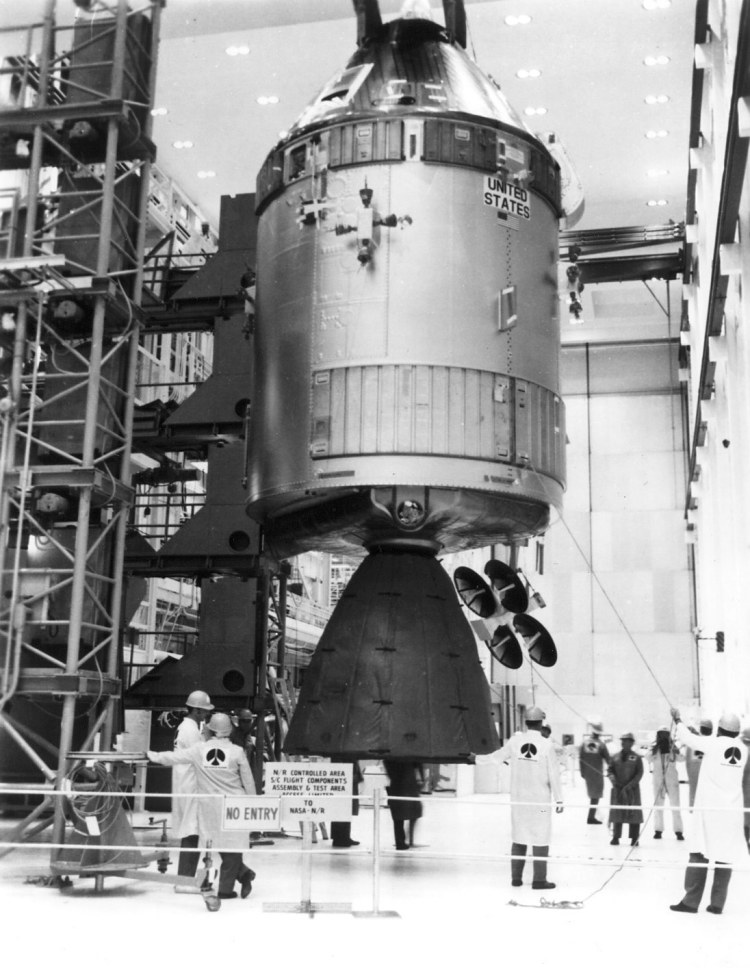
O Odyssey (CSM-109) sendo montado e testado

O foguete Saturno V usado para carregar a Apollo 13 para a Lua era o de número SA-508, e, em sua maior parte, era idêntico àqueles usados na Apollo 8 à Apollo 12. O foguete, somado à espaçonave Apollo, pesava ao todo 2 949 136 quilogramas. Os motores do primeiro estágio S-IC foram avaliados para gerar 440 mil newtons de força, o que era um valor inferior que os da Apollo 12 mas ainda dentro das especificações. Propelente extra foi levado como teste, já que missões futuras para a Lua, designadas como "missões J", necessitariam de mais combustível para seus carregamentos mais pesados. Isto fez com que o SA-508 fosse o foguete mais pesado lançado pela NASA até então, e a Apollo 13 demorou visivelmente mais tempo para liberar a torre de lançamento em comparação com missões anteriores.
A espaçonave da Apollo 13 era composta pelo Módulo de Comando 109 e pelo Módulo de Serviço 109, juntos designados como CSM-109 e chamados de Odyssey; e pelo Módulo Lunar 7, designado de LM-7 e chamado de Aquarius. Também considerado parte da espaçonave, o sistema de escape no lançamento impulsionaria o módulo de comando para longe do foguete, em caso de problemas durante a decolagem; e Adaptador Espaçonave–ML, numerado SLA-16, abrigava o módulo lunar durante as primeiras horas da missão.
Os três módulos foram entregues em junho de 1969, no Centro Espacial John F. Kennedy. Os diferentes estágios do Saturno V chegaram em junho e julho. Eles foram testados e montados no Edifício de Montagem de Veículos, e o veículo de lançamento completo foi levado para a Plataforma de Lançamento 39A no dia 15 de dezembro de 1969. A Apollo 13 estava originalmente programa para ser lançada em 12 de março de 1970, mas a NASA anunciou em janeiro que a missão seria adiada para 11 de abril, a fim de permitir mais tempo de planejamento e espalhar as missões por um período maior de tempo. O plano era ter dois voos Apollo por ano, como reação às restrições orçamentárias e ao recente cancelamento da Apollo 20.

### Treinamentos

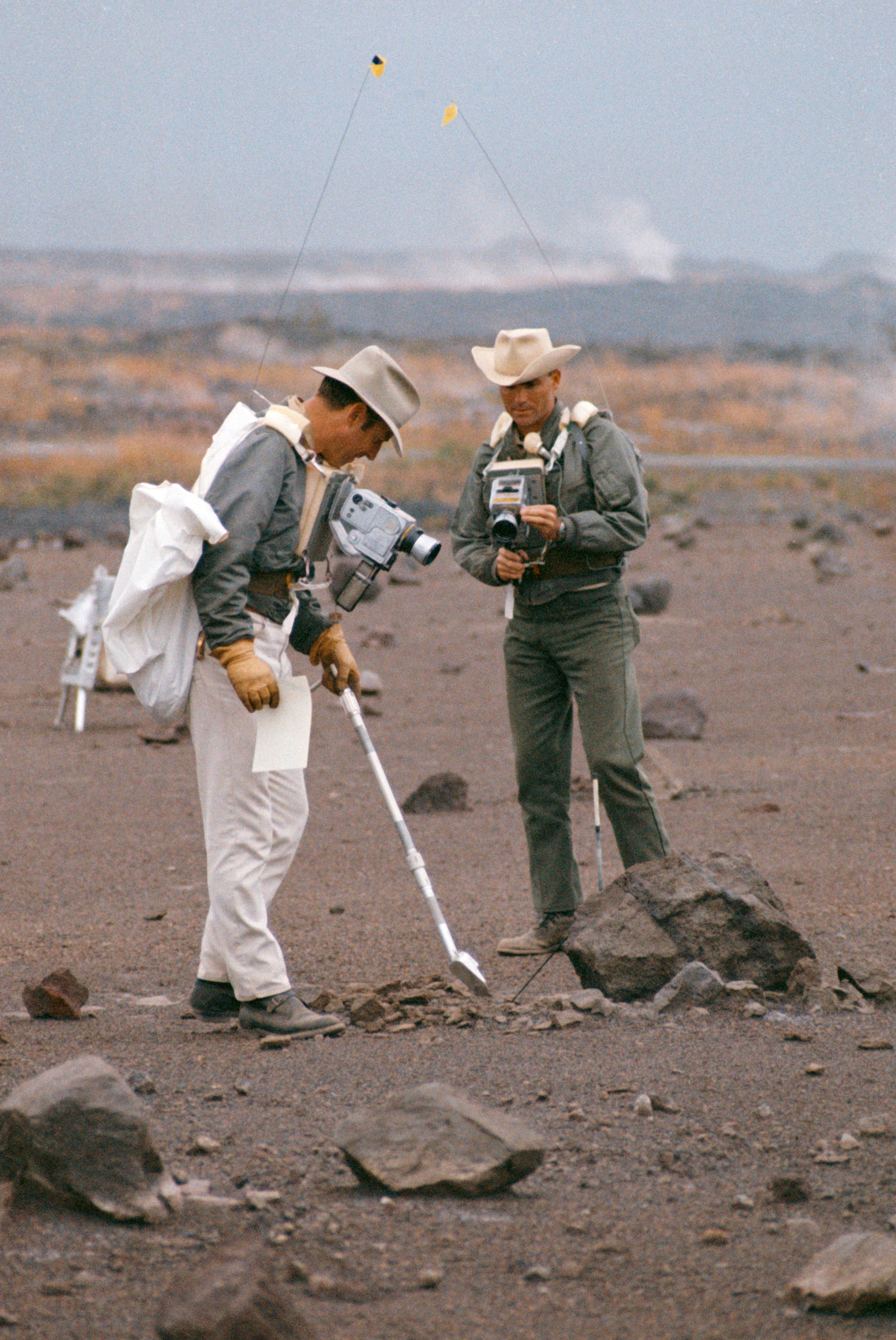
Lovell e Haise durante treinamentos de geologia no Havaí, 5 de janeiro de 1970

A tripulação principal da Apollo 13 passou mais de mil horas em treinamentos específicos da missão, mais de cinco horas para cada hora da missão, planejada para dez dias. Cada membro da tripulação principal passou mais de quatrocentas horas em simuladores do módulo de comando e do módulo lunar, localizados no Centro Espacial Kennedy e no Centro de Espaçonaves Tripuladas; algumas simulações chegaram a envolver os controladores de voo do Controle da Missão. Os controladores participaram de várias simulações de problemas com a espaçonave, o que os ensinou a reagir durante uma emergência. Simuladores especializados em outras áreas também foram usados pelos astronautas.
Os tripulantes da Apollo 11 tiveram tempo mínimo de treinamento de geologia, com apenas seis meses entre a designação da tripulação e o lançamento; outras prioridades tomaram a maior parte de seu tempo. A Apollo 12 teve muito mais treinos desse tipo, incluindo práticas em campo, usando um CAPCOM e uma simulação de sala para os cientistas, para os quais os astronautas descreviam o que estavam vendo. O astronauta-cientista Harrison Schmitt percebeu que havia pouco entusiasmo com as viagens de campo de geologia. Ele acreditava que um professor inspirador era necessário, assim arranjou para que Lovell e Haise se encontrassem com Leon Silver, seu antigo professor na Caltech. Os dois astronautas e seus reservas participaram em uma viagem de campo com Silver, realizada em seu tempo livre e paga com seus próprios recursos. Lovell fez de Silver seu mentor geólogo, ao final da uma semana que passaram juntos, e o professor envolveu-se a fundo nos treinamentos. Farouk El-Baz supervisionou o treinamento de Mattingly e Swigert, que envolvia descrever e fotografar, a partir de um avião, paisagens lunares simuladas. El-Baz fez com que os astronautas principais descrevessem marcos geológicos durante seus voos entre Houston e Cabo Kennedy. O entusiasmo de Mattingly fez com que outros astronautas, como Roosa da Apollo 14, procurassem El-Baz como professor.
Preocupações sobre como o Eagle, o módulo lunar da Apollo 11, chegou tão perto de ficar sem combustível durante sua descida para a Lua, fez com que os planejadores da missão decidissem que, a partir da Apollo 13, o módulo de comando e serviço levaria o módulo lunar para uma órbita mais baixa, a partir da qual começaria a tentativa de alunissagem. Isto era uma mudança em relação à Apollo 11 e Apollo 12, em que o módulo lunar fazia por conta própria a queima para entrar em uma órbita baixa. Esta mudança era parte de um esforço para aumentar o tempo útil disponível para os astronautas, à medida que as missões progrediam para superfícies mais acidentadas.
O plano para as atividades extraveiculares previa que a primeira caminhada, de quatro horas de duração, seria dedicada ao estabelecimento do Pacote de Experimentos da Superfície Lunar da Apollo. Lovell e Haise explorariam a cratera Cone, perto do local de alunissagem, durante a segunda atividade extraveicular. Os dois astronautas participaram de vinte simulações dos procedimentos de caminhada espacial, completamente vestidos com seus trajes, que incluíram a coleta de amostras e o uso de ferramentas e outros equipamentos. Eles voaram em uma aeronave de gravidade reduzida, com o objetivo de praticar, em um ambiente de simulação da microgravidade lunar, atividades como vestir e retirar seus trajes. Lovell também voou no Veículo de Treinamento de Alunissagem a fim de preparar-se para a descida até à superfície. Apesar de quatro dos cinco Veículos de Treinamento e similares terem caído durante o Programa Apollo, os comandantes das missões consideravam que utiliza-lo em voo era uma experiência inestimável.

### Experimentos

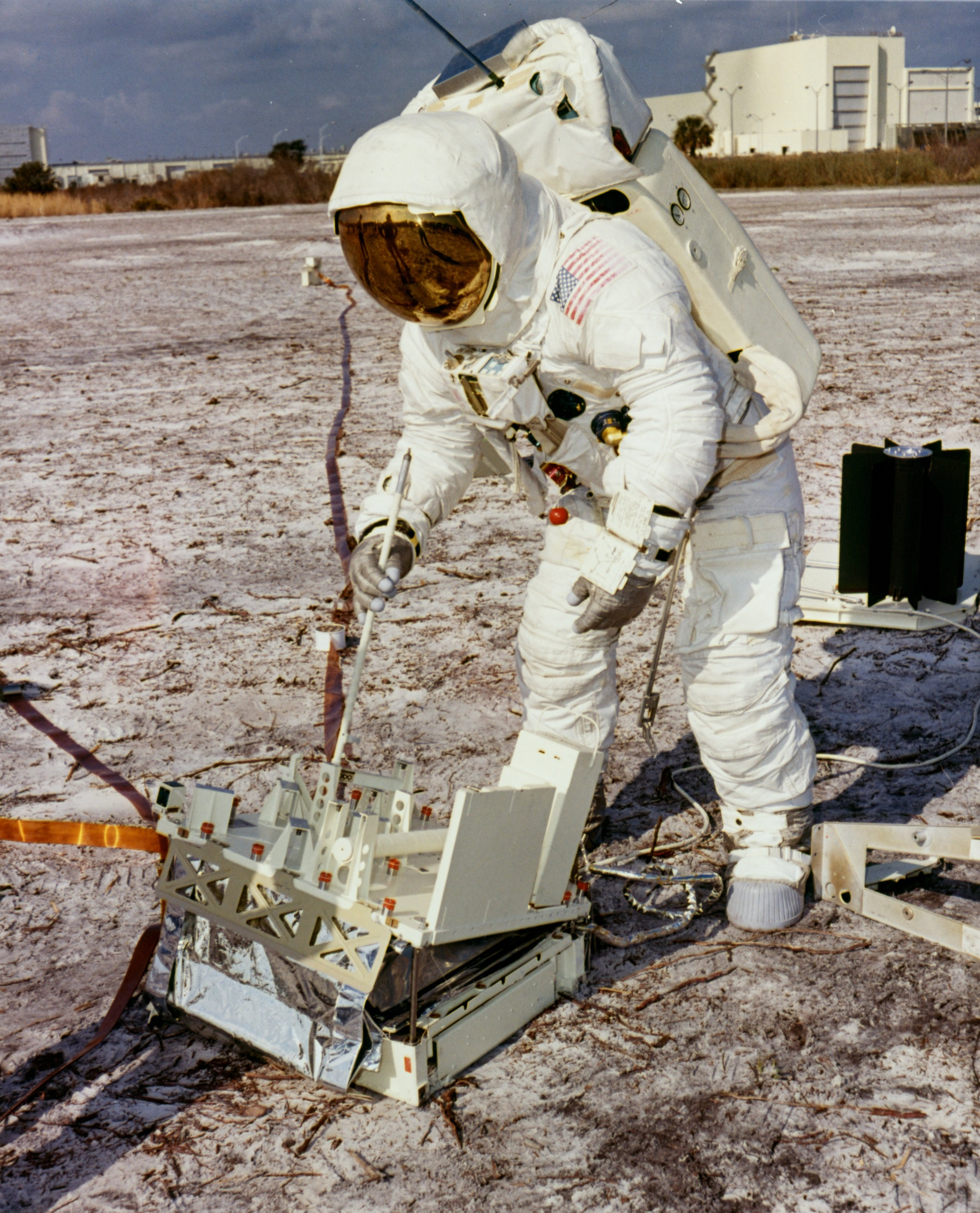
Lovell treinando a implementação do Pacote de Experimentos da Superfície

O local de alunissagem designado da Apollo 13 era perto da cratera Fra Mauro. Acreditava-se que a formação Fra Mauro continha muitos dos materiais respingados do impacto que havia preenchido a bacia Imbrium, próxima de Fra Mauro, cedo na história lunar. Datá-la iria proporcionar informações não apenas sobre a Lua, mas também sobre a história antiga da Terra. Tal material provavelmente estaria disponível na cratera Cone, um local cujo impacto acreditava-se ter perfurado fundo o bastante no regolito lunar.
A Apollo 11 tinha deixado um sismógrafo na Lua, porém sua unidade a energia solar não sobreviveu a sua primeira noite lunar. A Apollo 12 também deixou um sismógrafo como parte seu Pacote de Experimentos da Superfície, porém era movido por energia nuclear. A Apollo 13 carregaria um, chamado de Experimento Sísmico Passivo, similar ao da Apollo 12, também parte do Pacote de Experimentos da Superfície e deixado na Lua por Lovell e Haise. Esse sismógrafo seria calibrado pelo impacto do estágio de subida do módulo lunar depois de descartado em órbita, pois assim era um objetivo de massa e velocidade conhecidas acertando um local também conhecido.
Outros experimentos incluíam o Experimento de Fluxo de Calor, que envolvia a escavação de dois buracos de três metros de profundidade. Isto era a responsabilidade de Haise, que também deveria cavar um terceiro buraco de mesma profundidade a fim de extrair uma amostra primordial. Um Experimento de Partículas Carregadas em Ambiente Lunar mediria prótons e elétrons de origem solar chegando na Lua. O pacote também incluía um Detector de Atmosfera Lunar e um Detector de Poeira, que mediria a acumulação de detritos. Os experimentos de Fluxo de Calor e de Partículas Carregadas voaram pela primeira vez na Apollo 13, enquanto todos os outros já tinha voado antes.
O SNAP-27, um gerador termoelétrico de radioisótopo, era a fonte de energia do Pacote de Experimentos de Superfície. Ele foi desenvolvido pela Comissão de Energia Atômica dos Estados Unidos, tendo realizado seu primeiro voo na Apollo 12. A cápsula de combustível continha aproximadamente 3,79 quilogramas de óxido de plutônio. O invólucro colocado ao redor da cápsula para o transporte até a Lua foi construído com escudos de calor feitos de grafite e berílio, com partes estruturais de materiais de titânio e Inconel. Dessa forma, ele foi construído para suportar o calor da reentrada na atmosfera terrestre em vez de poluir o ar com plutônio no caso de uma missão abortada.
Uma bandeira dos Estados Unidos também foi levada para ser hasteada na superfície lunar. A bandeira tinha sido colocada dentro de um tubo resistente ao calor na perna de pouso dianteira na Apollo 11 e Apollo 12; ela foi movida para a Montagem de Estiva de Equipamento Modularizado, colocada no estágio de descida do módulo lunar. A estrutura para hastear a bandeira no vácuo da Lua foi aprimorada em relação à Apollo 12. O transportador de ferramentas que os astronautas da Apollo 12 tinham carregado foi expandido, pois o plano era que Lovell e Haise caminhassem mais do que em missões, sendo chamado de Transportador de Equipamento Modular.
Listras vermelhas foram adicionadas pela primeira vez no capacete, braços e pernas do traje espacial A7L do comandante da missão. Isto foi feito depois da Apollo 11, quando aqueles que revisaram as imagens tiradas pelos astronautas na superfície tiveram problemas para distinguir Armstrong e Aldrin, porém essa mudança foi aprovada muito tarde para ser implementada na Apollo 12. Novos recipientes de bebidas foram presos dentro dos capacetes e deveriam ser consumidas pelos astronautas enquanto caminhavam sobre a Lua, algo demonstrado por Haise durante a última transmissão televisiva da Apollo 13 pouco antes do acidente.
Os principais objetivos da Apollo 13 eram: "Realização de inspeções selenológicas, pesquisas e amostragem de materiais em uma região pré-selecionada da formação Fra Mauro. Implantar e ativar o Pacote de Experimentos da Superfície Lunar da Apollo. Desenvolver as capacidades do homem de trabalhar no ambiente lunar. Obter fotografias de locais candidatos a exploração". Os astronautas também deveriam realizar outros objetivos fotográficos, incluindo capturar o Gegenschein a partir da órbita lunar, além da própria Lua durante a viagem de volta. Algumas dessas fotografias deveriam ser tiradas por Swigert enquanto Lovell e Haise estivessem caminhando sobre a superfície. Swigert também tiraria fotos dos Pontos de Lagrange do sistema Terra–Lua. A Apollo 13 tinha doze câmeras a bordo, incluindo aquelas usadas para transmissões televisivas e também filmadoras tradicionais. A tripulação também deveria retransmitir o sinal de observações de um radar bistático. Nada disso foi tentado por causa do acidente.

## Missão

A trajetória circunlunar seguida pela Apollo 13, em escala

### Lançamento

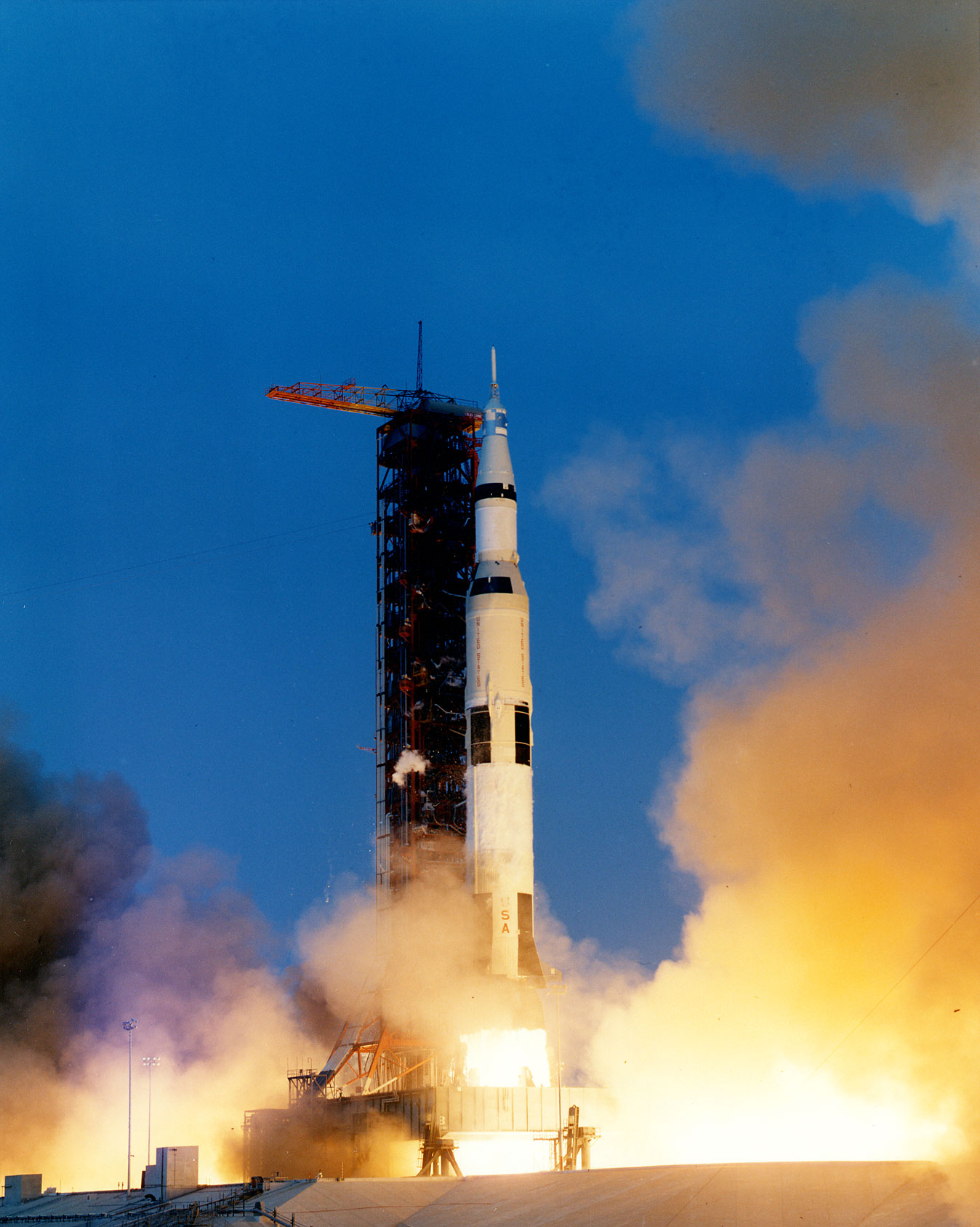
O lançamento da Apollo 13 às 19h13min UTC de 11 de abril de 1970

O lançamento da Apollo 13 ocorreu às 19h13min00s UTC (2h13min00s ETC) de 11 de abril de 1970. Uma anomalia ocorreu quando o motor central do segundo estágio S-II desligou dois minutos antes do programado. Isto foi causado por enormes oscilações pogo. O sistema de orientação do Saturno V tinha sido projetado a partir da Apollo 10 para desligar o motor em caso digressão da câmara de pressão. As oscilações pogo tinham ocorrido nos Titan II GLV usados no Projeto Gemini e nas primeiras missões do Programa Apollo, porém na Apollo 13 foram amplificadas pela interação com a cavitação das turbobombas. Um solução para evitar isso estava pronta para a missão, porém pressões de cronograma não permitiram sua integração no Saturno V da Apollo 13. Uma investigação pós-voo revelou que o motor estava a um ciclo de uma falha catastrófica. Apesar desse desligamento, os quatro motores externos e o terceiro estágio S-IVB queimaram por mais tempo a fim de compensarem, com o veículo tendo alcançado uma órbita de espera muito próxima da planejada de 190 quilômetros. A injeção translunar ocorreu duas horas depois, colocando a Apollo 13 no caminho para a Lua.
Swigert assumiu o controle de Odyssey depois da injeção e realizou as manobras de separação da espaçonave do estágio S-IVB seguida pela transposição, acoplamento e extração do Aquarius, removendo-o do foguete. Controladores na Terra enviaram o S-IVB em uma rota de impacto com a Lua ao alcance do sismógrafo da Apollo 12, com a colisão ocorrendo três dias depois.
Os astronautas realizaram uma queima que colocou a Apollo 13 em uma trajetória híbrida depois de trinta horas, quarenta minutos e cinquenta segundos de missão, ao mesmo tempo que realizavam uma transmissão televisiva de volta para a Terra. A saída de uma trajetória de retorno livre significou que, caso nenhuma queima do motor ocorresse novamente, a espaçonave não voltaria de volta para a Terra em sua viagem de retorno. Uma trajetória de livre retorno só conseguia levar a espaçonave para locais próximos do equador lunar; uma trajetória híbrida poderia ser iniciada em qualquer momento depois da injeção translunar e permitia o alcance de latitudes mais elevadas, como Fra Mauro. As comunicações foram alegradas quando Swigert percebeu que tinha esquecido de enviar sua declaração de imposto de renda, que vencia em 15 de abril, perguntando, em meio às gargalhadas dos controladores de voo, o que poderia fazer para conseguir uma extensão do prazo. Ele descobriu que tinha direito a uma extensão de sessenta dias por estar fora do país na data limite.
A entrada no módulo lunar para testes estava agendada para depois de 58 horas de missão; a tripulação foi informada depois de acordarem no terceiro dia de missão que a entrada no Aquarius seria adiantada em três horas, depois isto foi adiantado em mais uma hora. Uma transmissão televisiva estava marcada para 55 horas de missão; Lovell atuou como apresentador e mostrou os interiores do Odyssey e do Aquarius. A audiência foi limitada por nenhuma das emissoras dos Estados Unidos ter exibido a transmissão, forçando Marilyn Lovell, a esposa de Lovell, a ir até a sala VIP do Controle da Missão caso quisesse assistir seu marido e seus companheiros de tripulação.

### Acidente
Seis minutos e meio depois do fim da transmissão televisiva, com quase 56 horas de missão, a Apollo 13 estava a aproximadamente 330 mil quilômetros da Terra. Haise estava completando o desligamento do Aquarius depois de testar seus sistemas, enquanto Lovell estava guardando a câmera televisiva. Lousma, o CAPCOM em serviço, enviou pequenas instruções para Swigert, que incluíam a mudança de atitude da espaçonave para que as observações fotográficas do Cometa Bennett ficassem mais fáceis.
O sensor de pressão em um dos tanques de oxigênio do módulo de serviço anteriormente pareceu que estava em mal-funcionamento, assim Sy Liebergot, o EECOM, o controlador de voo responsável por monitorar os sistemas elétricos do módulo de comando e serviço, pediu que os ventiladores de agitação dentro dos tanques fossem ativados. Isto era normalmente realizado uma vez por dia; essa agitação adicional iria destratificar os conteúdos do tanque, permitindo uma leitura mais precisa da pressão. Kranz, o diretor de voo em serviço, fez com que Liebergot esperasse alguns minutos até os astronautas se organizassem depois da transmissão, então permitiu que Lousma repassasse o pedido para Swigert, que ativou os interruptores que controlavam os ventiladores, desligando-os depois de alguns segundos.
Os astronautas ouviram um "estrondo bem grande" 95 segundos depois de Swigert ter acionado os interruptores, seguido por flutuações na energia elétrica e no acionamento dos propulsores de controle de atitude. Comunicações e telemetria com a Terra foram perdidas por 1,8 segundos até o sistema automaticamente mudar do normal modo de feixe estreito para um feixe amplo da antena de alto ganho da banda S, usada para comunicações translunares. O acidente aconteceu depois de 55 horas, 54 minutos e 53 segundos de missão; Swigert relatou 26 segundos depois que "Certo, Houston, tivemos um problema aqui", para o qual Lousma pediu que a informação fosse repetida, com Lovell respondendo "Houston, tivemos um problema. Tivemos uma subtensão de Barramento Principal B".
Lovell inicialmente pensou que o barulho fora causado depois de Haise ter acionado a válvula de repressurização de cabine do módulo lunar, algo que produzia um estrondo alto; Haise gostava de fazer isso para assustar seus companheiros. Entretanto, Lovell conseguia ver que seu colega não tinha ideia do que havia acontecido. Swigert achou que o Aquarius tinha sido atingido por um meteoroide, porém ele e Lovell rapidamente perceberam que não era o caso. A subtensão de Barramento Principal B significava que havia uma voltagem insuficiente fluindo das três células de energia do módulo de serviço, alimentadas por hidrogênio e oxigênio canalizados de seus respectivos tanques, para o segundo dos dois sistemas de distribuição do módulo. Praticamente tudo dentro do módulo de comando e serviço necessitava de energia. O barramento momentaneamente voltou para o normal, porém logo os barramentos A e B estavam com pouca voltagem. Haise checou a situação das células de combustível e descobriu que duas estavam zeradas. As regras da missão proibiam a entrada em órbita lunar a menos que todas as células estivessem em funcionamento.
Houve várias leituras estranhas nos minutos pós-acidente, mostrando que o tanque de oxigênio 2 estava vazio e que a pressão do tanque 1 estava caindo. Além disso, o Computador de Orientação foi reiniciado e a antena de alto ganho não estava funcionando. Liebergot inicialmente não percebeu os sinais preocupantes vindos do tanque 2, pois estava prestando atenção no tanque 1, acreditando que sua leitura seria um bom indicativo do tanque 2; isso também foi o pensamento dos controladores na "sala de trás". Kranz questionou Liebergot sobre isso e este respondeu que talvez houvessem leituras falsas devido a problemas de instrumentação; ele foi muito caçoado por essa afirmação nos anos posteriores. Lovell olhou pela janela e relatou que "um gás de algum tipo" estava vazando para o espaço, deixando claro que o problema era sério.
Como as células de combustível necessitavam de oxigênio para funcionarem, elas desligariam assim que o tanque 1 se esvaziasse, significando que as únicas fontes de energia e oxigênio do Odyssey seriam suas baterias e o chamado "tanque de compensação" de oxigênio. Estes dois itens eram normalmente utilizados apenas durante as horas finais da missão, porém a última célula de combustível já estava quase sem oxigênio e passou a usar o conteúdo do tanque de compensação. Kranz ordenou que o tanque fosse isolado para economizar oxigênio, porém isto significou que a última célula combustível pararia de funcionar em duas horas, pois o conteúdo do tanque 1 seria consumido ou vazado. Os arredores da espaçonave foram preenchidos por uma variedade de estilhaços do acidente, complicando os esforços de usar as estrelas para navegação. A alunissagem foi abortada e o objetivo da missão mudou para simplesmente trazer os astronautas de volta para a Terra ainda vivos.

### Ao redor da Lua

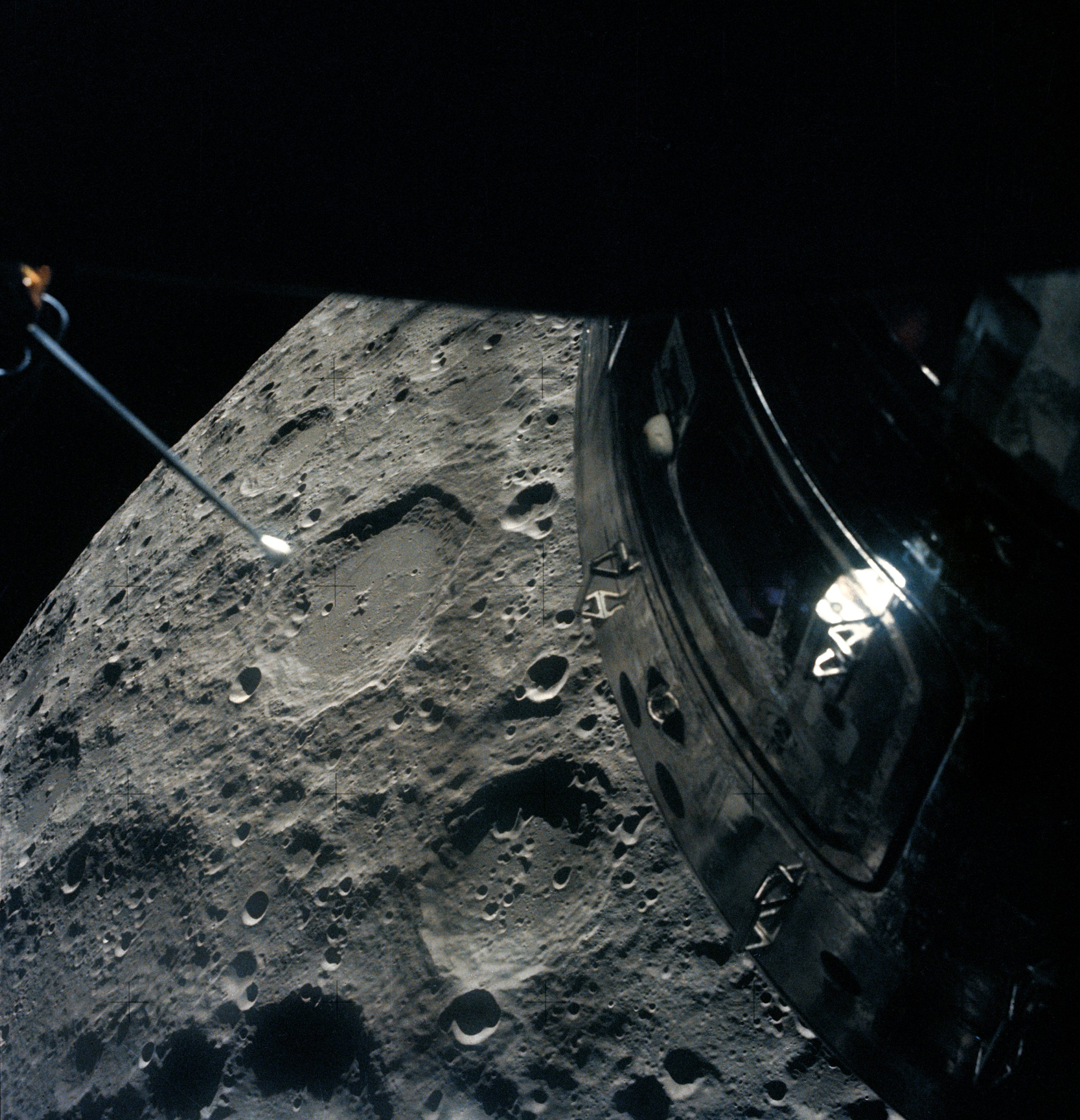
A Apollo 13 passando pela Lua, com o desligado Odyssey visível

O módulo lunar tinha baterias carregadas e tanques de oxigênio cheios para uso na superfície lunar, assim Kranz ordenou que os astronautas ligassem o Aquarius e o usassem como "bote salva-vidas" – um cenário antecipado, porém considerado improvável. Procedimentos para usar o módulo lunar desse modo tinham sido desenvolvidos pelos controladores de voo depois de uma simulação para a Apollo 10 em que o módulo era necessário para sobrevivência, porém não pode ser ligado em tempo. Caso o acidente da Apollo 13 tivesse ocorrido na viagem de volta da Lua, depois do módulo lunar já ter sido descartado, os astronautas teriam morrido.
Uma decisão importante era a escolha da rota de retorno. Um "aborto direto" usaria o motor principal do módulo de serviço, chamado de Sistema de Propulsão de Serviço, para voltar antes de chegarem na Lua. Porém o acidente poderia ter danificado o motor e as células de combustível teriam de durar pelo menos mais uma hora para que isso fosse alcançado, assim Kranz optou por uma rota mais longa: a espaçonave daria a volta ao redor da Lua antes de retornar para a Terra. A Apollo 13 ainda estava na trajetória híbrida para Fra Mauro, com essa precisando ser modificada de volta para livre retorno. O Sistema de Propulsão de Descida do Aquarius, apesar de não tão potente quando o Sistema de Propulsão de Serviço, poderia realizar isso. Entretanto, um novo software para os computadores do Controle da Missão precisaria ser escrito, já que nunca antes fora contemplada a possibilidade de que a espaçonave com os dois módulos precisaria ser manobrada pelo Sistema de Propulsão de Descida. Lovell copiou as informações de orientação do sistema do Odyssey enquanto este era desligado, realizando cálculos para transferir os dados para o sistema do Aquarius; ele pediu para o Controle da Missão checar seus números. A queima de correção durou 34,23 segundos e ocorreu depois de 61 horas, 29 minutos e 43 segundos de missão, colocando a Apollo 13 de volta em uma trajetória de livre retorno.

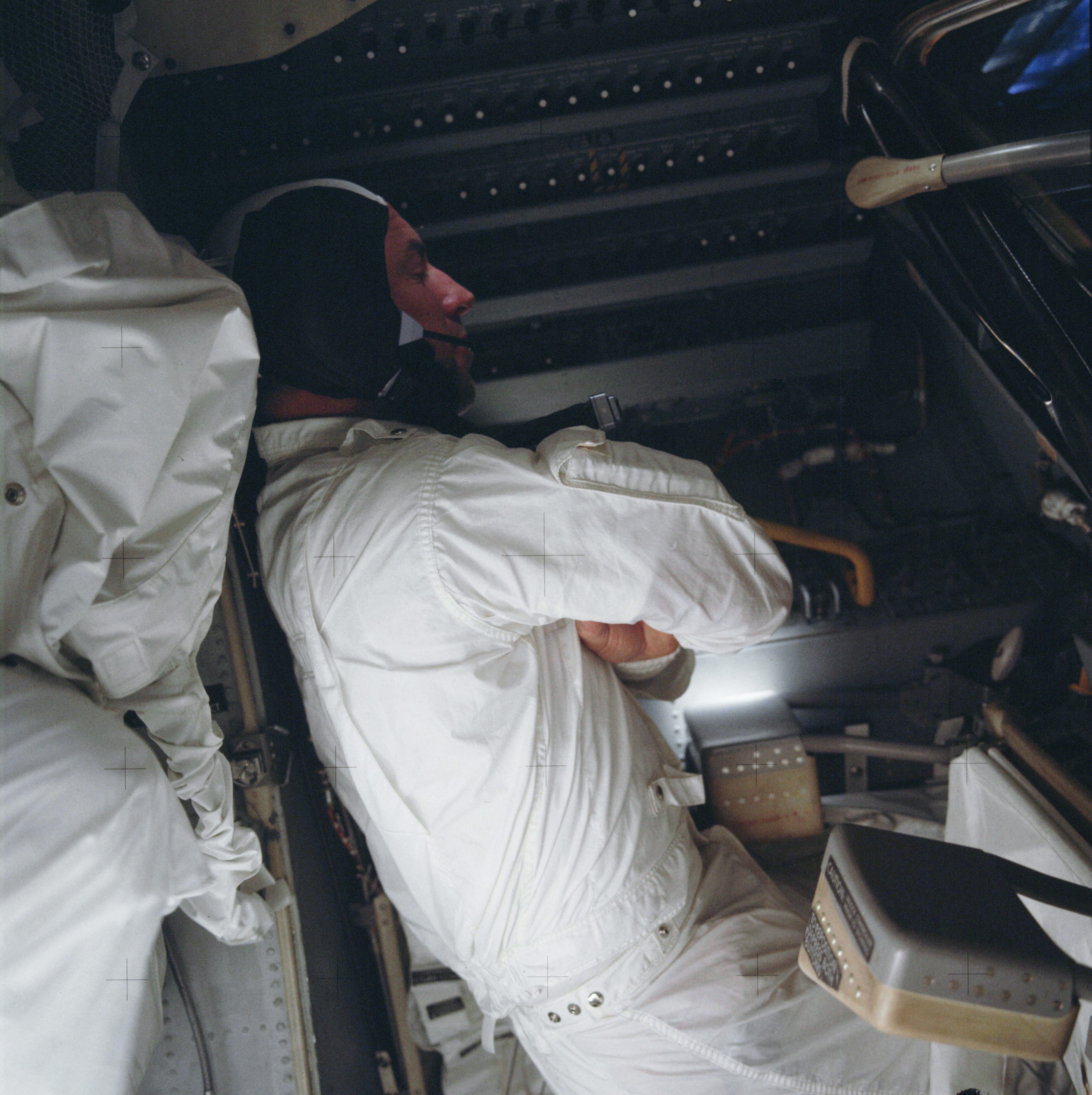
Lovell tentando descansar dentro da cabine frígida do Aquarius

A mudança traria a Apollo 13 de volta para a Terra em por volta de quatro dias, porém sua amerrissagem ocorreria no Oceano Índico, onde os Estados Unidos tinham poucas forças de resgate. Jerry Bostick e outros FIDOs, controladores de voo responsáveis pelas dinâmicas de voo, queriam encurtar a viagem e mover a amerrissagem para o Oceano Pacífico, onde estavam as principais forças de resgate. Uma das opções cortaria 36 horas de tempo de retorno, porém necessitaria do descarte do módulo de serviço; isto iria expor o escudo de calor do Odyssey ao espaço durante a jornada de volta, algo para o qual ele nunca tinha sido projetado. Os FIDOs também propuseram outras soluções. Uma reunião com oficiais e engenheiros da NASA ocorreu, com Robert Gilruth, diretor do Centro de Espaçonaves Tripuladas e o oficial mais graduado presente, decidindo por uma queima do Sistema de Propulsão de Descida que cortaria doze horas de viagem e colocaria a Apollo 13 em rota para o Pacífico. Essa queima "PC+2" ocorreria duas horas depois do perilúnio, o ponto mais perto da Lua. A Apollo 13 estabeleceu no perilúnio o recorde de maior altitude absoluta alcançada por uma espaçonave tripulada na história, um recorde que permanece até hoje, tendo estado a 400 171 quilômetros de distância da Terra à 0h21min UTC de 15 de abril.
A tripulação foi informada que o estágio S-IVB tinha impactado a Lua como planejado enquanto preparavam-se para a queima, levando Lovell a comentar "Bom, pelo algo funcionou neste voo". A equipe branca de controladores de voo de Kranz, que tinha passado a maior parte do tempo apoiando as outras equipes no desenvolvimento de procedimentos necessários para trazer os astronautas de volta para a Terra, assumiram os controles para a queima PC+2. A precisão dessa queima normalmente seria garantida ao checar o alinhamento que Lovell tinha transferido para o Aquarius contra a posição de alguma das estrelas usadas na navegação, porém os brilhos dos estilhaços ao redor da espaçonave fazia disso impraticável. Assim os astronautas usaram a única estrela disponível cuja posição não podia ser obscurecida: o Sol. O Controle da Missão também os informou que a Lua estaria centralizada na janela do comandante do módulo lunar. A queima foi praticamente perfeita, tendo ficado fora do planejado por apenas 0,3 metro por segundo. Essa manobra ocorreu depois de 79 horas, 27 minutos e 38 segundos de missão e durou 23 segundos. Os tripulantes então desligaram a maioria dos sistemas do Aquarius a fim de economizarem recursos.

### Retorno
O Aquarius carregava oxigênio suficiente para a viagem, porém ainda existia o problema da remoção do dióxido de carbono, que era absorvido por latas com pastilhas de hidróxido de lítio. As latas do módulo lunar tinham a intenção de acomodar dois astronautas durante 45 horas, não sendo o suficiente para três em uma viagem de volta para a Terra. O Odyssey tinha latas suficientes, porém eram de tamanho e formato diferentes para funcionarem com o equipamento do Aquarius. Os engenheiros na Terra bolaram um modo de contornar o problema, usando plástico, capas arrancadas de manuais, fita adesiva e outros itens. Os engenheiros da NASA chamaram seu dispositivo improvisado de "caixa de correios". O procedimento para a construção do dispositivo foi lido para os astronautas por Kerwin, o CAPCOM, no decorrer de uma hora, tendo sido montado por Haise e Swigert. Os níveis de dióxido de carbono começaram a cair imediatamente. Lovell depois descreveu o improviso como "um bom exemplo de cooperação entre terra e espaço".
A eletricidade do módulo de comando e serviço provinha das células de combustível que produziam água como subproduto, porém o módulo lunar era alimentado por baterias de óxido de prata, assim energia elétrica e água, esta tanto para refrigeração de equipamentos quanto para beber, seriam críticas. O consumo de energia do Aquarius foi reduzido para o mínimo possível; Swigert conseguiu encher alguns sacos de beber com água da torneira do Odyssey, porém Haise calculou que eles ficariam sem água para refrigeração cinco horas antes da reentrada, mesmo com um racionamento de água de consumo. Isto parecia aceitável pois os sistemas do módulo lunar da Apollo 11 continuaram a operar por sete a oito horas depois de ser descartado na órbita da Lua. No final, a Apollo 13 voltou para a Terra com 12,8 quilogramas de água. A provisão dos astronautas era de duzentos mililitros por pessoa por dia; os três perderam aproximadamente catorze quilogramas entre si, com Haise tendo desenvolvido uma infecção do trato urinário.
A temperatura dentro da escura espaçonave chegou a cair até três graus Celsius. Lovell considerou fazer com que todos vestissem seus trajes espaciais, porém achou que isso seria na verdade muito quente. Lovell e Haise em vez disso colocaram suas botas lunares e Swigert vestiu um macacão extra. Todos os três ficaram resfriados, especialmente Swigert, que molhou seus pés enquanto enchia os sacos de beber e não tinha botas lunares, já que não estava planejado que ele iria caminhar sobre a Lua. Os tripulantes também foram instruídos a não despejarem suas urinas no espaço a fim de evitar que isso alterasse a trajetória da espaçonave, assim eles as guardaram em sacos. A água condensou nas paredes, porém qualquer condensação que talvez tenha entrado atrás dos painéis de equipamentos não era uma preocupação, parcialmente devido aos grandes melhoramentos de isolamento instituídos após o incêndio da Apollo 1. Apesar de todas essas dificuldades, os astronautas pouco reclamaram.

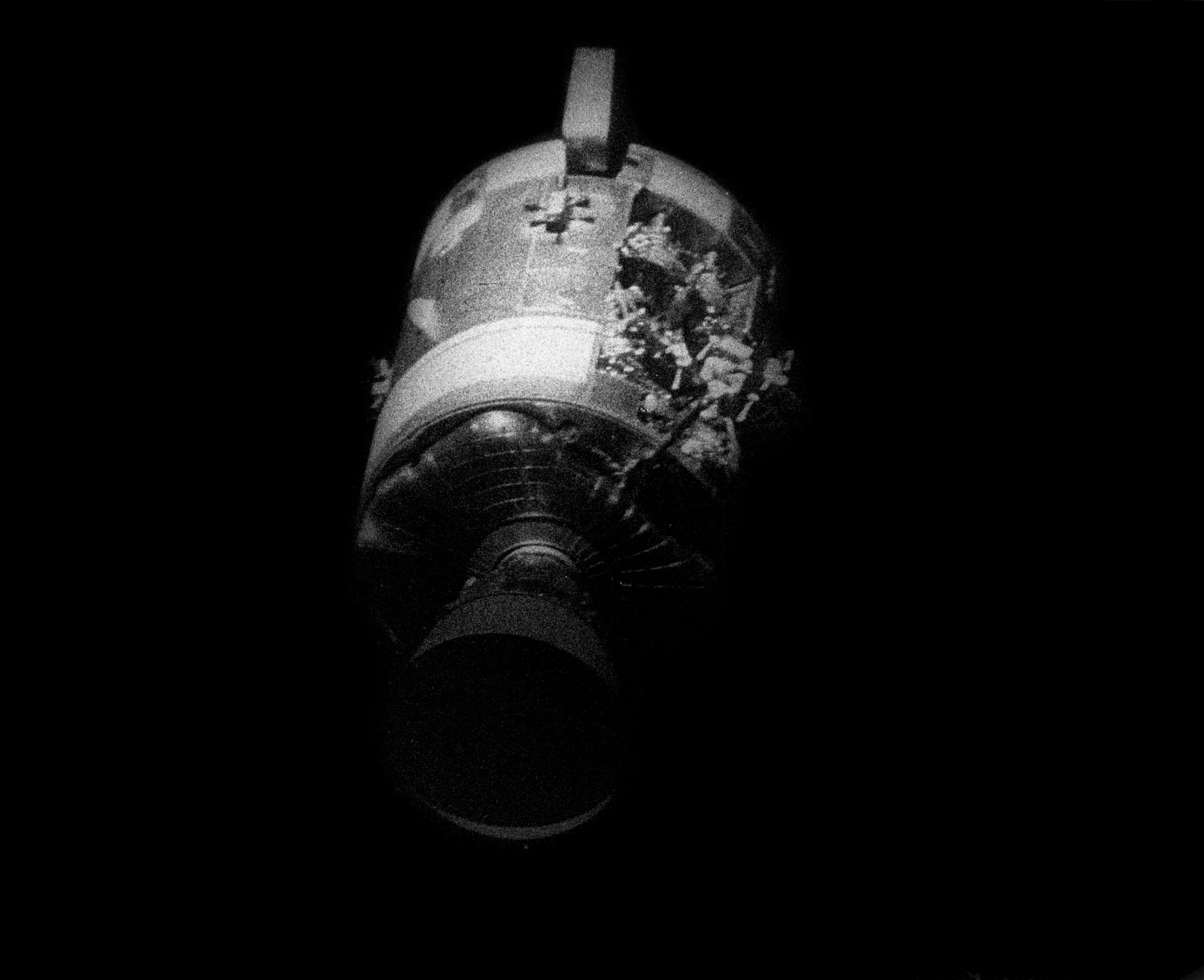
O danificado módulo de serviço da Apollo 13 depois de ser descartado

O controlador de voo John Aaron, junto com Mattingly e vários outros engenheiros e projetistas, elaboraram um procedimento para ligar o Odyssey a partir do estado de desligamento completo que estava. Isto era algo que nunca fora destinado a ser feito em voo, muito menos sob as enormes restrições de energia e tempo da Apollo 13. Os astronautas implementaram o procedimento aparentemente sem dificuldades: Kranz posteriormente atribuiu isso ao fato dos três terem anteriormente trabalhado como pilotos de teste, assim estavam acostumados a trabalharem em situações críticas com suas vidas em risco.

### Reentrada
A Apollo 13 lentamente saiu fora de seu curso, apesar da precisão da injeção transterrestre, necessitando uma correção. Como sistema de orientação do Aquarius tinha sido desligado depois da queima PC+2, a tripulação foi instruída a usar de guia a linha entre dia e noite na Terra, uma técnica usada nas missões orbitais terrestres mas nunca antes utilizada no retorno da Lua. A queima durou catorze segundos e ocorreu depois de 105 horas, 18 minutos e 42 segundos de missão, com o caminho da reentrada voltando para um ângulo dentro dos parâmetros de segurança. Outra queima foi necessária mesmo assim, desta vez às 137 horas, 40 minutos e 13 segundos, usando o sistema de controle de reação do Aquarius por 21 segundos. O módulo de serviço foi descartado menos de meia hora depois, permitindo que os astronautas vissem e fotografassem os danos pela primeira vez. Eles relataram que um painel inteiro estava faltando do exterior do módulo, que as células de combustível acima da prateleira dos tanques de oxigênio estavam tortas e que a antena de alto ganho estava danificada, além de estilhaços em outros lugares. Haise também viu que o motor do Sistema de Propulsão de Serviço estava danificado, validando a decisão de Kranz de não utilizá-lo.

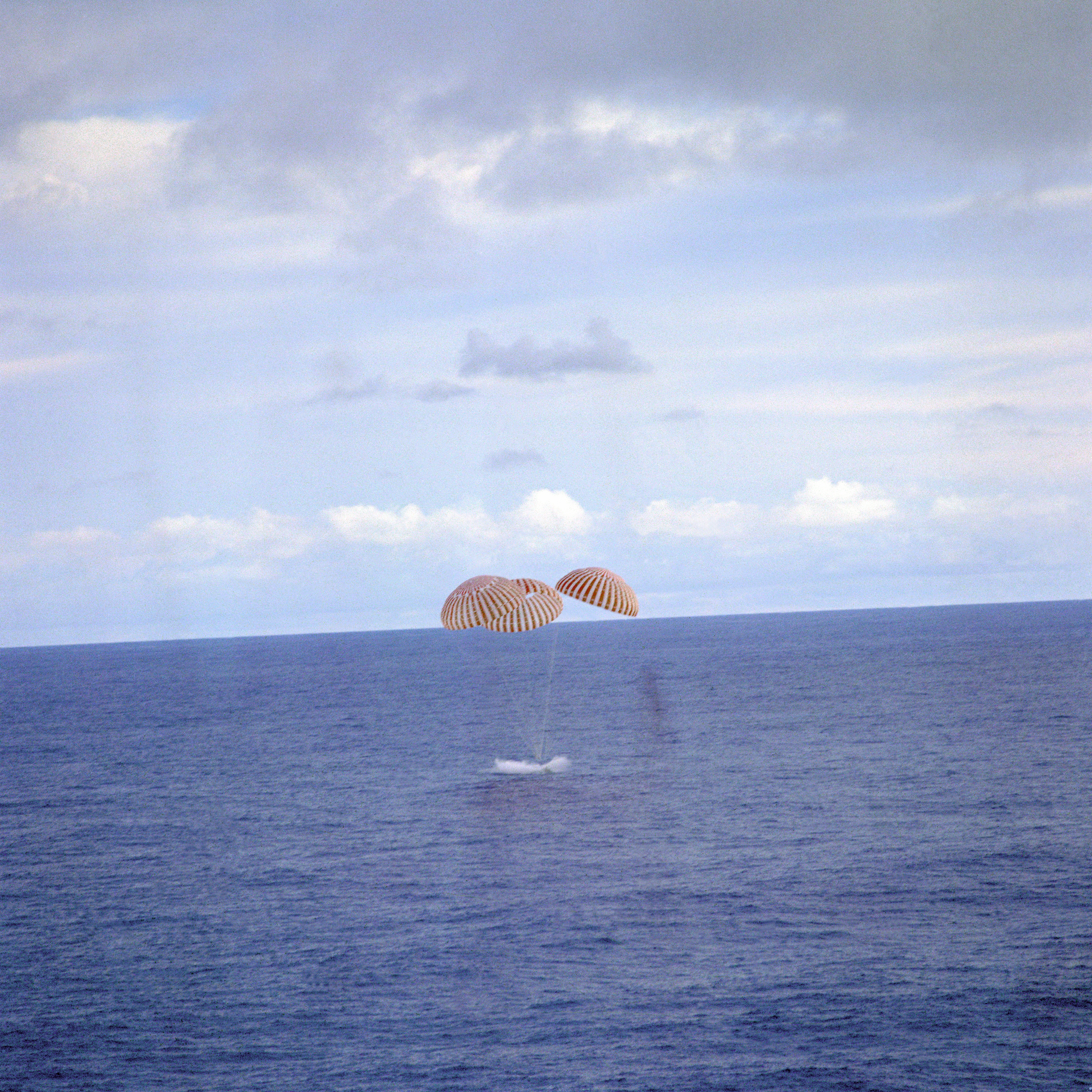
O Odyssey amerrissando no Oceano Pacífico em 17 de abril de 1970

O último problema a ser resolvido era como separar o Aquarius a uma distância segura do Odyssey antes da reentrada. O procedimento normal, em órbita da Lua, era descartar o módulo lunar e usar o sistema de controle de reação do módulo de serviço para separar as duas espaçonaves, porém este módulo já tinha sido descartado. A Grumman, a fabricante dos módulos lunares, designou uma equipe de engenheiros da Universidade de Toronto, liderados por Bernard Etkin, para resolver o problema de quanta pressão do ar era necessária para afastar os dois módulos. Os astronautas aplicaram a solução encontrada, que foi bem sucedida. O Aquarius reentrou na atmosfera terrestre e foi desintegrado, com as peças restantes caindo no oceano profundo. A última correção de curso da Apollo 13 tinha abordado as preocupações da Comissão de Energia Atômica, que queria que cápsula de óxido de plutônio do SNAP-27 caísse em um local seguro. O ponto de impacto foi sobre a Fossa de Tonga no Pacífico, um dos pontos mais profundos da Terra, com a cápsula tendo afundado dez quilômetros até o fundo. Inspeções posteriores não encontraram vazamentos radioativos.
A ionização do ar ao redor da espaçonave durante a reentrada normalmente causava um corte de quatro minutos nas comunicações. Esse tempo foi aumentado para seis minutos no caso da Apollo 13 devido seu caminho de reentrada mais raso. Isto foi mais do que o esperado e os controladores de voo temeram que o escudo de calor do módulo de comando tinha falhado. O Odyssey restabeleceu contato de rádio e amerrissou no Oceano Pacífico às 18h07min41s UTC de 17 de abril de 1970, ao sudoeste da Samoa Americana e 6,5 quilômetros de distância da embarcação de resgate, o navio de assalto anfíbio USS Iwo Jima. Os astronautas estavam exaustos, porém em boas condições, exceto Haise, que estava sofrendo de infecção do trato urinário por ingestão insuficiente de água. Os três passaram a noite a bordo do navio e no dia seguinte voaram para Pago Pago na Samoa Americana. Então foram para Honolulu no Havaí, onde o presidente Richard Nixon os condecorou com a Medalha Presidencial da Liberdade, a mais alta honraria civil concedida pelos Estados Unidos. Um dia depois eles pegaram um voo de volta para Houston. Nixon tinha parado em Houston a caminho de Honolulu para conceder a Medalha Presidencial da Liberdade para a Equipe de Operações de Missão. Ele originalmente tinha planejado conceder a medalha para Thomas O. Paine, o Administrador da NASA, porém Paine recomendou que o prêmio fosse entregue para a Equipe de Operações de Missão.

## Repercussão

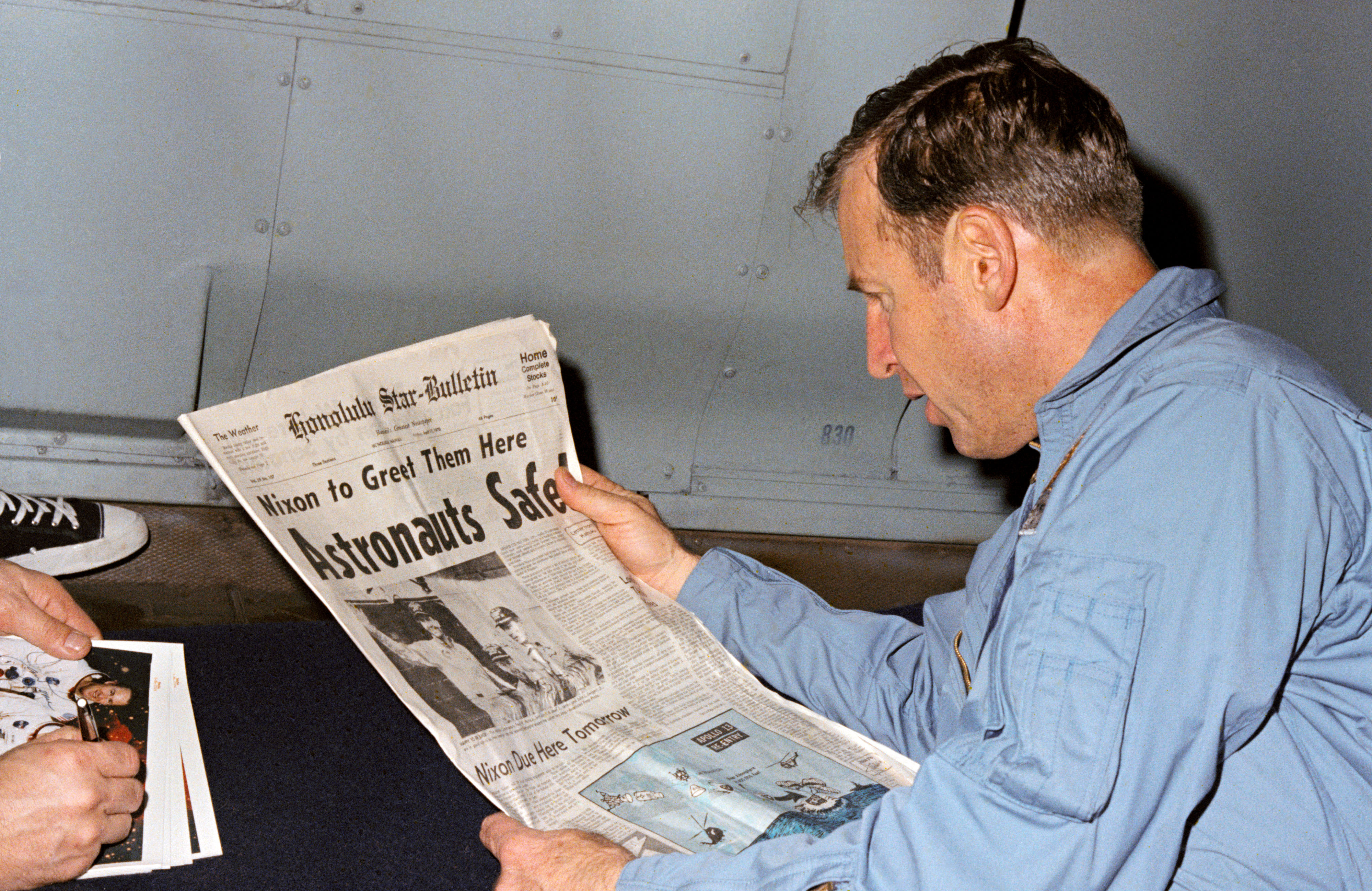
Lovell a bordo do Iwo Jima lendo a manchete de capa do Honolulu Star-Bulletin, relatando o retorno em segurança da Apollo 13

O interesse mundial pelo Programa Apollo renasceu durante o acidente; a cobertura televisiva foi assistida por milhões de pessoas. Quatro navios da União Soviética foram para a zona de resgate para ajudar caso necessário, com outros países oferecendo ajuda caso a espaçonave caísse em algum outro lugar. O presidente Nixon por sua vez cancelou compromissos, telefonou para as famílias dos astronautas e foi até o Centro de Voos Espaciais Goddard da NASA em Greenbelt, Maryland, onde o rastreamento e comunicações do Programa Apollo eram coordenadas.
O resgate atraiu a maior atenção pública do que qualquer outro voo espacial, com exceção da Apollo 11. As manchetes foram mundiais e pessoas ficaram prestando atenção a televisão para receberem as notícias mais recentes, oferecidas por emissores que interrompiam suas programações normais para boletins especiais. O papa Paulo VI liderou uma congregação de mais de dez mil pessoas em uma oração pelo retorno em segurança dos astronautas; dez vezes esse número de pessoas ofereceram orações em festivais religiosos na Índia. O Senado dos Estados Unidos aprovou em 14 de abril uma resolução pedindo para os negócios pararem às 21h00min do horário local para que funcionários pudessem rezar pelos astronautas.
Foi estimado que por volta de quarenta milhões de norte-americanos assistiram à amerrissagem da Apollo 13, transmitida ao vivo pelas três principais emissoras abertas, com outras trinta milhões assistindo alguma parte da transmissão de seis horas e meia. Um número ainda maior de pessoas assistiram ao evento fora dos Estados Unidos. O jornalista Jack Gould do The New York Times escreveu que a Apollo 13, "que chegou tão perto de um trágico desastre, muito provavelmente uniu o mundo em preocupação mútua mais completamente do que outro pouso bem sucedido na Lua teria".
Sobre a reação pública que a Apollo 13 recebeu, Lovell comentou alguns anos depois:
| “ | Ninguém acredita em mim, mas durante essa odisseia de seis dias não tínhamos ideia da impressão que a Apollo 13 teve nas pessoas da Terra. Nunca sonhamos que um bilhão de pessoas estavam nos acompanhando na televisão e rádio, e lendo sobre nós em manchetes em todos os jornais publicados. Nós ainda perdemos a noção a bordo do Iwo Jima, que tinha nos resgatado, porque os marinheiros estavam tão isolados da mídia quanto nós. Foi apenas quando chegamos em Honolulu que compreendemos nosso impacto: lá encontramos o Presidente Nixon e o Dr. Paine para nos receber, junto com minha esposa Marilyn, Mary a esposa de Fred (que estando grávida, também tinha um médico junto em todo caso), e os pais do solteiro Jack, no lugar de sua usual comissária aérea. | ” |

## Investigações
Paine e George Low, Administrador Adjunto da NASA, nomearam uma comissão para investigar o acidente imediatamente depois do retorno dos astronautas. Ela foi presidida por Edgar Cortright, diretor do Centro de Pesquisa Langley, e contava com mais seis integrantes, dentre eles Neil Armstrong. O relatório final foi enviado para Paine no dia 15 de junho, tendo determinado que a falha começou no tanque de oxigênio 2 do módulo de serviço. Isolamento danificado de Teflon na fiação do ventilador de agitação dentro do tanque permitiu que os fios entrassem em curto-circuito e inflamassem o isolamento. O fogo resultante aumentou rapidamente a pressão dentro do tanque a o revestimento rompeu-se, preenchendo a baía da célula de combustível com oxigênio gasoso rapidamente em expansão e produtos de combustão. O gás por si só provavelmente era suficiente para explodir o painel externo de alumínio do módulo, porém produtos de combustão gerados pelo isolamento em chamas aumentaram a pressão. A ejeção do painel expôs o Setor 4 ao espaço, apagando o fogo, e provavelmente acertou a antena de alto ganho, interrompendo as comunicações com a Terra. Os setores do módulo de serviço não eram herméticos um do outro; caso todo o módulo tivesse ficado tão pressurizado quanto o Setor 4, a força da explosão no escudo de calor do Odyssey teria separado os dois módulos. O relatório final questionou o uso de Teflon e outros materiais inflamáveis, como alumínio, em oxigênio supercrítico dentro do tanque. A comissão não encontrou outras evidências indicando qualquer outra teoria.
O choque mecânico forçou o fechamento das válvulas das células de combustível 1 e 3, inutilizando-as. A falha repentina do tanque de oxigênio 2 também comprometeu o tanque 1, fazendo com que seu conteúdo vazasse pelos 130 minutos seguintes, possivelmente por meio de um fio ou válvula danificado, acabando completamente com o suprimento de oxigênio do módulo de serviço. A missão precisou ser abortada devido aos danos infligidos contra espaçonave e pelo fato dos dois tanques de oxigênio estarem se esvaziando. A comissão elogiou a resposta diante da emergência: "A imperfeição na Apollo 13 constituiu quase um desastre, evitado apenas pelo desempenho excepcional por parte da tripulação e pela equipe de controle em terra que os apoiou".
O tanque de oxigênio 2 tinha sido produzido pela Beech Aircraft Corporation, uma subcontratada da North American Rockwell, a principal contratante para o módulo de comando e serviço. Ele continha dois interruptores termostáticos, originalmente projetados para a corrente contínua de 28 volts do módulo de comando, porém poderiam falhar se sujeitas aos 65 volts usados em testes em terra no Centro Espacial Kennedy. Os interruptores deveriam ser qualificados para 28 volts sob as especificações originais de 1962, porém especificações revisadas emitidas em 1965 pediam por 65 volts com o objetivo de permitir uma pressurização mais rápida no Centro Espacial Kennedy. Mesmo assim, os interruptores usados pela Beech nunca foram qualificados para 65 volts.
O tanque de oxigênio 2 tinha originalmente sido instalado na prateleira de oxigênio do módulo de serviço da Apollo 10, o SM-106, porém foi retirado a fim de consertar um problema em potencial com interferência eletromagnética e substituído por outro. O tanque foi derrubado acidentalmente no chão durante a remoção, caindo pelo menos cinco centímetros porque um parafuso não tinha sido removido. A probabilidade de danos disso era baixa, porém é possível que a instalação de fiação estava solta e ficou pior depois da queda. O tanque foi submetido a testes em novembro de 1968, que não incluíram preenche-lo com oxigênio líquido, sendo reinstalado no SM-109 da Apollo 13.
O Teste de Demonstração de Contagem Regressiva com o SM-109 ocorreu em 16 de março de 1970, quando o módulo já estava em seu lugar quase no topo do Saturno V. Os tanques criogênicos foram enchidos, porém o tanque de oxigênio 2 não pode ser esvaziado por meio do fio de drenagem normal, com um relatório documentando o problema tendo sido escrito. Tentativas de esvaziar o tanque recomeçaram no dia 27 depois de discussões na NASA e suas contratantes. As tentativas de esvazia-lo normalmente falharam e os aquecedores dentro do tanque foram ligados para ferver o oxigênio. Os interruptores termostáticos foram projetados para impedir que a temperatura ultrapassasse 27 graus Celsius, mas eles falharam sob a fonte de alimentação aplicada de 65 volts. As temperaturas no tubo de aquecimento dentro do tanque chegaram em 540 graus Celsius, muito provavelmente danificando o isolamento de Teflon. O medidor de temperatura não indicava valores acima de 29 graus, assim o técnico que monitorava o procedimento não detectou nada fora do comum. Esse aquecimento tinha sido aprovado por Lovell, Mattingly e gerentes e administradores da NASA. A substituição do tanque teria adiado a missão em pelo menos um mês. O tanque foi novamente enchido com oxigênio líquido antes do lançamento; a condição de perigo foi estabelecida quando a potência elétrica foi conectada. A comissão concluiu que o acionamento do ventilador de agitação do tanque 2 causou um arco elétrico que incendiou o tanque.
A comissão realizou um teste com um tanque de oxigênio equipado com ignitores que causaram um rápido aumento de temperatura dentro do tanque, depois do qual ele falhou, produzindo uma telemetria similar a aquela vista no tanque de oxigênio 2 da Apollo 13. Testes com painéis similares a aquele que cobria o Setor 4 do módulo de serviço e que foi ejetado para o espaço também foram realizados, tendo causado uma separação do painel em relação ao equipamento de teste.

### Mudanças

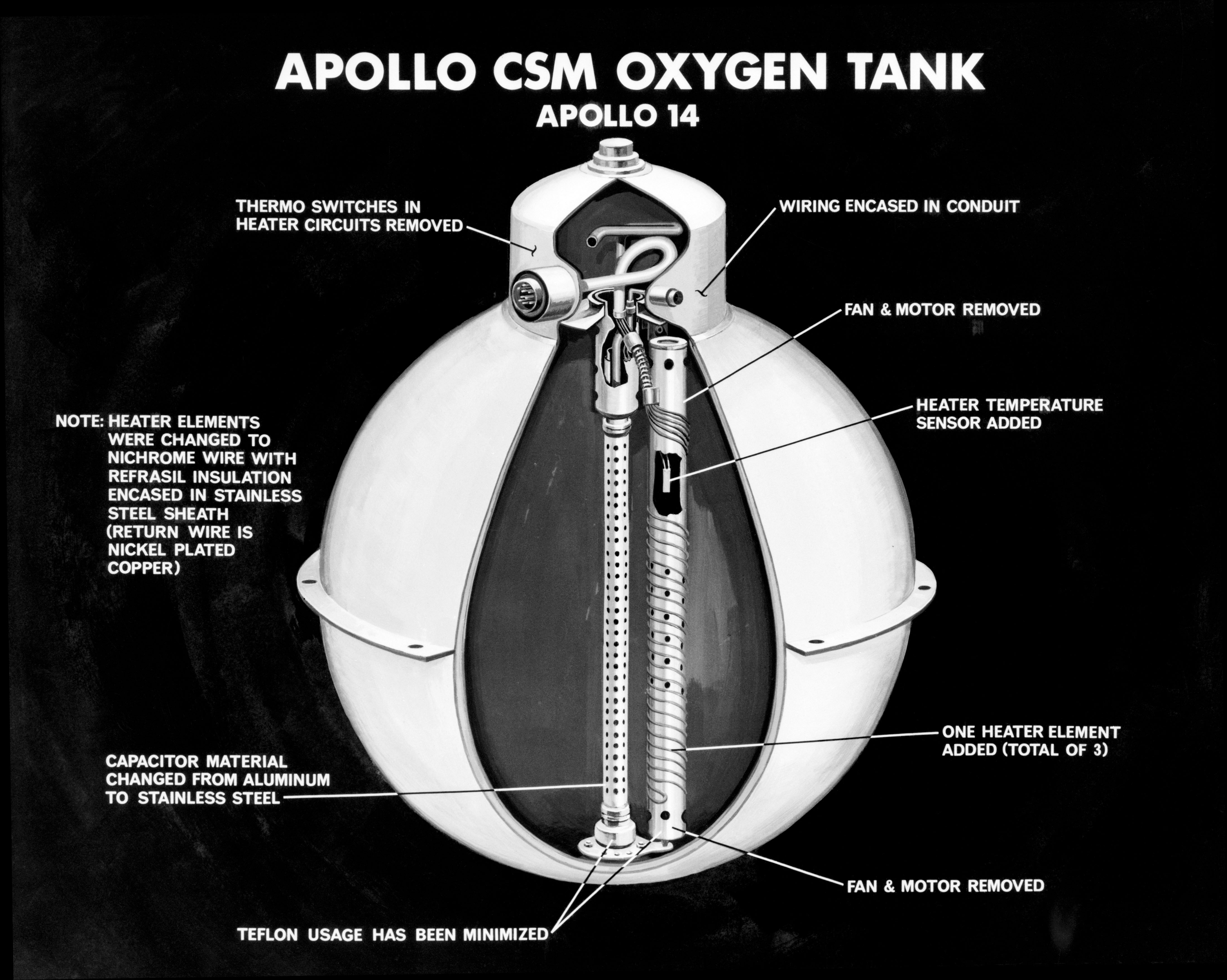
O tanque de oxigênio reprojetado instalado na Apollo 14

O tanque de oxigênio foi reprojetado para a Apollo 14 e missões posteriores, com os termostatos sendo aprimorados para aceitarem a voltagem correta. Os aquecedores foram mantidos pois eram necessários para manter a pressão do oxigênio. Os ventiladores de agitação foram removidos, tendo o efeito colateral de que a medição da quantidade de oxigênio deixou de ser precisa. Isto necessitou a adição de um terceiro tanque para que assim nenhum dos três ficasse com sua quantidade abaixo da metade. O terceiro tanque foi instalado no Setor 1 do módulo de serviço, no lado oposto dos outros dois, recebendo uma válvula de isolamento que poderia isola-lo das células de combustível e dos outros dois tanques em caso de emergência, também permitindo que ele alimentasse apenas o sistema ambiental do módulo de comando. O sonda de quantidade foi aprimorada de alumínio para aço inoxidável.
Toda fiação elétrica do Setor 4 foi protegida com aço inoxidável. As válvulas de abastecimento das células de combustível foram reprojetadas para isolar a fiação com revestimento de Teflon do oxigênio. Os sistemas de monitoramento da espaçonave e do Controle da Missão foram modificados a fim de exibirem avisos mais imediatos e visíveis de anomalias. Um abastecimento de emergência de dezenove litros de água passou a ser guardado dentro do módulo de comando, enquanto uma bateria de emergência idêntica a aquelas usadas no estágio de descida do módulo lunar foi instalada no módulo de serviço. O módulo lunar foi modificado para facilitar a transferência de energia do módulo de comando. Dispositivos também foram colocados no estágio S-II com o objetivo de diminuir as oscilações pogo.

## Legado
O módulo lunar Antares da Apollo 14 pousou na Lua em 5 de fevereiro de 1971 com os astronautas Alan Shepard e Edgar Mitchell a bordo, próximo de Fra Mauro, o local que a Apollo 13 deveria ter explorado. Haise atuou como o CAPCOM durante a descida para a Lua, com Shepard e Mitchell tendo explorado os arredores do cratera Cone durante sua segunda atividade extraveicular.
Nenhum dos astronautas da Apollo 13 voltou para o espaço. Lovell se aposentou da NASA e da Marinha em 1973, indo em seguida trabalhar no setor privado. Swigert deveria ter voado na Apollo–Soyuz, a primeira missão espacial conjunta com a União Soviética, porém foi retirado da tripulação depois de seu envolvimento no incidente dos envelopes postais da Apollo 15. Ele tirou uma licença da NASA em 1973 e deixou a agência para entrar na política, se elegendo para a Câmara dos Representantes em 1982, porém morreu de câncer antes de tomar posse. Haise possivelmente seria o comandante da cancelada Apollo 19, tendo depois voado nos Testes de Aproximação e Aterrissagem do Ônibus Espacial e se aposentado da NASA em 1979.
Vários experimentos foram completados apesar da missão não ter pousado na Lua. Um deles envolvia o terceiro estágio S-IV do foguete Saturno V, que em missões anteriores tinha sido jogado para órbita solar. O sismógrafo deixado pela Apollo 12 tinha detectado o impacto de pequenos objetos, porém o impacto de objetos maiores traria mais informações sobre a crosta da Lua, assim foi decidido que o S-IVB da Apollo 13 seria jogado na Lua. O impacto ocorreu com quase 78 horas de missão e produziu uma energia que necessitou a redução de ganho do sismógrafo, localizado a 117 quilômetros de distância. Um experimento para medir a quantidade de fenômenos elétricos atmosféricos durante o lançamento, adicionado depois da Apollo 12 ter sido atingida por um raio, retornou dados indicando riscos maiores durante clima marginal. Várias fotografias da Terra foram tiradas a fim de testar se a altura de nuvens climáticas poderiam ser determinadas por satélites geoestacionários; os resultados foram os desejados.
Os componentes internos do Odyssey foram removidos durante as investigações e remontados no simulador BP-1102A, o módulo de treinamento normalmente usado pelos astronautas em treinos de saída na água, que depois foi colocado em exibição no Museu de História Natural e Ciência em Louisville, Kentucky, até 1996. Enquanto isso, a casca externa ficou em exibição no Museu do Ar e do Espaço em Paris, França. Os componentes internos e externos foram remontados e o Odyssey está desde então em exibição permanente na Cosmosfera de Hutchinson, Kansas.
Lovell chamou a Apollo 13 de um "fracasso bem-sucedido". Foi repetidas vezes chamada de o "melhor momento da NASA". O historiador Colin Burgess escreveu que "o voo de vida ou morte da Apollo 13 evidenciou dramaticamente os riscos colossais inerentes a voos espaciais tripulados. Então, com a tripulação em segurança de volta na Terra, a apatia pública se estabeleceu mais uma vez". O autor William R. Compton afirmou que no caso da Apollo 13, "Apenas o esforço heroico de improvisação em tempo real pela equipe de operações de missão salvou a tripulação". Os controladores de voo Milt Heflin e John Aaron falaram que a "missão da Apollo 13 provou que o controle da missão poderia trazer aqueles viajantes espaciais de volta para casa quando suas vidas estivessem em perigo". Roger D. Launius, ex-historiador chefe da NASA, escreveu que "Mais do que qualquer outro acidente espacial na história, a recuperação desse acidente solidificou a crença mundial nas capacidades da NASA". Mesmo assim, o acidente convenceu alguns oficiais, como Gilruth, que astronautas inevitavelmente morreriam caso missões para a Lua continuassem, pedindo pelo fim mais rápido possível do Programa Apollo. Os conselheiros de Nixon recomendaram cancelar as missões restantes, afirmando que um desastre no espaço lhe custaria capital político. Cortes orçamentários levaram ao cancelamento de mais duas missões, significando que o programa terminaria em dezembro de 1972 com a Apollo 17.

### Cultura popular

Os atores Bill Paxton, Kevin Bacon e Tom Hanks como, respectivamente, Haise, Swigert e Lovell no filme Apollo 13 de 1995

O telefilme Houston, We've Got a Problem de 1974 se passa ao redor do acidente da Apollo 13, porém é um drama ficcional sobre as crises enfrentadas pela equipe em terra quando a emergência atrapalha seus cronogramas de trabalho e impõe um maior estresse sobre suas vidas pessoais. Lovell publicamente reclamou sobre o filme, afirmando que era "fictício e de mau gosto".
"Houston ... We've Got a Problem" foi um episódio da série documental A Life At Stake da BBC, que foi exibido pela primeira vez em março de 1978. Esta era uma reconstrução precisa, porém simplificada, dos eventos da missão. Durante o 25º aniversário da Apollo 11 em 1994, a PBS lançou um documentário de noventa minutos intitulado Apollo 13: To the Edge and Back.
Os três astronautas planejaram escrever um livro sobre a Apollo 13, porém deixaram a NASA sem iniciarem o projeto. Lovell foi abordado pelo jornalista Jeffrey Kluger em 1991 sobre escrever um livro não-ficcional da missão. Swigert tinha morrido em 1982 e Haise não estava mais interessado. O livro resultante foi Lost Moon: The Perilous Voyage of Apollo 13, publicado em 1994.
O livro foi adaptado no ano seguinte no filme Apollo 13, dirigido por Ron Howard e estrelado por Tom Hanks como Lovell, Bill Paxton como Haise, Kevin Bacon como Swigert, Gary Sinise como Mattingly, Ed Harris como Kranz e Kathleen Quinlan como Marilyn Lovell. Lovell, Kranz e outras figuras retratadas no filme ou envolvidas na história real afirmaram que a representação dos eventos da missão feita no longa-metragem eram razoavelmente precisas, dado as licenças dramáticas. Por exemplo, o filme muda o tempo verbal da famosa frase de Lovell após o aviso de Swigert: de "Houston, tivemos um problema" para "Houston, temos um problema". O longa também inventou a frase "Fracasso não é uma opção", dita por Harris como Kranz; a frase ficou tão associada com Kranz que ele a usou como o título de sua autobiografia, publicada em 2000. O longa venceu dois dos nove Oscars que foi indicado: Melhor Edição e Melhor Mixagem de Som.
A minissérie From the Earth to the Moon de 1998, co-produzida por Howard e Hanks, dramatizou a missão no episódio "We Interrupt This Program". Em vez de mostrar o incidente da perspectiva da tripulação como no filme Apollo 13, ele em vez disso apresentou uma perspectiva terrestre de repórteres televisivos competindo pela cobertura do evento.